# ジョン・クローセン
ジョン・A.クローセン(John A.Clausen、1915年 - 1996年)は、米国の社会学者。カリフォルニア大学バークレー校教授。同大人間発達研究所所長を務めた。

## 経歴
コーネル大学卒。シカゴ大学から社会学博士号取得。

## 研究
カリフォルニア大学バークレー校人間発達研究所所長および社会学者として、1920年～1030年代から始まったバークレイおよびオークランドの300名の人生の長期間縦断研究を1960年に引き継ぎ、1993年に、「アメリカ人の人生～大恐慌の子供たちを振り返って」"American Lives; Looking Back at the Children of the Great Depression."を出版し、TV等で取材されるなど全米で注目を集めた。

## 著書
- Sociology and the field of mental Health, Russell Sage Foundation, 1956.
- The life course: a sociological perspective, Prentice-Hall, 1986.

『ライフコースの社会学』、佐藤慶幸・小島茂訳、早稲田大学出版部, 1987
- American lives: looking back at the children of the Great Depression, Free Press, 1993.

### 編著
- Explorations in social psychiatry, edited by Alexander H. Leighton, John A. Clausen, Robert N. Wilson, Basic Books, 1957.
- Socialization and society, edited by John A. Clausen, Little, Brown, 1968.